# Styloniscus thomsoni
Styloniscus thomsoni is een pissebed uit de familie Styloniscidae. De wetenschappelijke naam van de soort is voor het eerst geldig gepubliceerd in 1885 door Charles Chilton.